# San Nicola dei Caserti (Nápoly)
A San Nicola dei Caserti templom Nápoly történelmi központjában.

## Története
A 13. században alapította Purinella Sicola nemesasszony jóvoltából. A következő századokban a Szent Sebestyén-rendi szerzeteseké volt, majd 1636-ban a doktrináriusoké lett, akik barokk stílusban átépítették. A második világháború bombázásaiban súlyosan megrongálódott. A templom egyhajós, oldalkápolnákkal, kupolával. Művészi értékű díszítései nincsenek. Homlokzata mai napig magán viseli a háborús pusztítások jeleit. Jelenleg zárva van, restaurálásra vár. 1999-ben erősítették meg szerkezetét.